# Rhopalomyia racemicola
Rhopalomyia racemicola är en tvåvingeart som beskrevs av Ephraim Porter Felt 1907. Rhopalomyia racemicola ingår i släktet Rhopalomyia och familjen gallmyggor.
Artens utbredningsområde är North Carolina. Inga underarter finns listade i Catalogue of Life.